# باول فولي
باول فولي (بالإنجليزية: Paul Foley)‏ هو ضابط أمريكي، ولد في 1909، وتوفي في 7 يوليو 1990.